# フータくん
- 藤子不二雄（連載） > 藤子不二雄Ⓐ > フータくん
- 藤子不二雄 > アニメ > フータくん

『フータくん』は、藤子不二雄名義で発表された日本のギャグ漫画作品。安孫子素雄（のちの藤子不二雄Ⓐ）による単独執筆作品。「フータ」は主人公の名前である。

## 概要
漫画雑誌『週刊少年キング』『別冊少年キング』（いずれも少年画報社）に掲載。1964年〜1967年に連載された。また、1982年から1年間、復刊した『少年KING』にて、リメイク版である『フータくんNOW!』が連載された。

## あらすじ

### 100万円貯金旅行編
フータくんが、「なんでも屋」をしながら無銭旅行を続け、その収益を元手にして100万円を貯金するというストーリー（『週刊少年キング』1964年16号〜1965年30号掲載）。一部の話は後の単行本には未収録。第1話（?）のリライトバージョンが2012年6月、『PARマンの情熱的な日々』にて描かれた。

### 日本の旅編
100万円を貯めたフータくんが日本一周をする。当時、沖縄は米軍施政下にあったが、日本国内として作品化されている。原則として1話で1都道府県を舞台にしているが、末期となる四国や（沖縄を除く）九州では3〜4県まとめている。また「福島県→学校同士の戦い」や「秋田県→運動会」などといった、行先に関係ない話も出てくる。なお話の合間には「○○に強くなるページ」といった、珍風景写真シーンもあるが、中には2021年現在存在しないのもあるので、各冒頭で断り書きを添えている（『週刊少年キング』1965年31号〜1966年19号掲載）。

### ナンデモ会社編（社長編）
フータくんが会社を興して社長になり、キザオと商売対決を繰り広げる。現在このシリーズのみ全作品が単行本未収録（『週刊少年キング』1966年30号〜1967年21号掲載）。2014年配信の電子書籍版ではあたかもナンデモ会社編が収録されるかのように商品説明がなされていたが、結局収録はされず、商品説明も変更された。

### 番外編
『別冊少年キング』に掲載された作品。概ねタイトルは「フータくんの○○しまショウ（または○○まショウ、○○でショウ）」であり、末期は「フータくんのおれは○○だ」に変わった。サンコミックス版に1話だけ貯金旅行編に組み入れられて収録されている（『別冊少年キング』1965年1月号〜1967年4月号掲載）。作品は次の通り。
- フータくん これが無銭旅行だ!!（1965年1月号）

番外編では唯一単行本に収録。サブタイトルも「大阪珍道中」に改題。
- フータくんアメリカへいく（1965年2月号）
- フータくんのなんでもやりまショウ（1965年8月号）

フータくんが怪しいテレビ局「カイゾクTV」に参加し、当時の人気番組のパロディを紹介。ラストは『七人の刑事』が登場し、カイゾクTVが個人営業である事が暴かれる。
- フータくんの大冒険しまショウ（1965年9月号）
- フータくんの名探偵になりまショウ（1965年11月）

フータくんが「毛智小五郎」という私立探偵の助手になる。
- フータくんのチャンバラをやりまショウ（1966年1月号）

幕末を舞台にした時代劇パロディ。
- フータくんの西部劇だ!ガン・ファイトでいきまショウ（1966年2月号）
- フータくんの恐竜時代であばれまショウ（1966年4月号）
- フータくんの大怪物になってあばれまショウ（1966年8月号）
- フータくんのフータ―マンで大活躍しまショウ（1966年9月号）
- フータくんのおれがボスだぞ!!の巻（1967年1月号）

この作品から共通タイトルを変更。
- フータくんのおれは漫画家だ（1967年2月号）
- フータくんのおれは鬼軍曹だ!（1967年4月号）

## フータくんNOW!
『少年KING』に連載されたリメイク版。気まま旅を行くフータくんと、それに憧れるアイドルタレントのセイコ、勝手に取材と称しフータくんに付きまとうカメラマン・キシン、点画の放浪画家・キヨシ達が繰り広げるスラップスティック・コメディ（『少年KING』1982年1号〜1983年1号掲載）。

## キャラクター
フータくん
主人公で、100万円を貯めて日本一周旅行を夢見る少年。風来坊（フーテン、バガボンド）であり、彼の家族や家庭は一切登場しない。小さい頃に牛に蹴られ、それ以来赤いものを見ると怒り出す癖がある。
テツカブ
いつも鉄兜をかぶっている。藤子不二雄Ⓐの『マンガニカ』によると、つのだじろうの長兄の角田喜代一が顔をガラスに貼り付けた時の顔がモデルであるという。又、赤塚不二夫の『おそ松くん』に登場する「ダ・ヨーン（のおじさん）」も同人物がモデルであるという。
キザオ
キザな少年。
トロオ
口癖は「アスパラガス!」。
トクガワゴンゲン
「日本の旅編」の「どれがタヌキかキツネかやーい」（岡山県）から登場した子タヌキ。自称「徳川家康公888代目の子孫」で、888匹の家族タヌキがうるさくて飛び出し、フータくんらに着いていく。

## 単行本
- サンコミックス『フータくん』（全5巻） 朝日ソノラマ（絶版）
- 藤子不二雄ランド『マネー・ハンター フータくん』（全7巻） 中央公論社（絶版）
- 藤子不二雄ランド『フータくんNOW!』（全1巻） 中央公論社（絶版）
- 藤子不二雄Ⓐランド『マネー・ハンター フータくん』（全7巻） ブッキング
- 藤子不二雄Ⓐランド『フータくんNOW!』（全1巻） ブッキング
- 藤子不二雄（A）デジタルセレクション『フータくん』（全7巻） Amazon Kindle（2014年1月発売）
- 藤子不二雄（A）デジタルセレクション『フータくんNOW!』（全1巻） Amazon Kindle（2014年1月発売）

「藤子不二雄ランド」以降の単行本は、初版やサンコミックスで差別用語などが入っている個所は、書き換えたり削除したりしている。
なお「無印」で最初に収録された「メーターガチャガチャあせってあがるよ」は、発表当時は1964年17号に掲載された第2話で、実際の第1話（フータが子守を頼まれたが、その赤ん坊は母親がいない時は大暴れする子）は「大阪珍道中」（ランド第4巻）で、同じく無銭旅行しているネジ郎に話す場面で、当時の「扉」と共に掲載されている。また「100万円貯金旅行編」の最後となった「ついにたまった100万円」は、「扉」は発表当時その次の1965年30号に掲載された「いろいろあったよ、いろいろねの巻」（総集編。またここで100万円貯金した理由が「日本一周」と語られている）の扉に差し替え、エピローグは同話の冒頭部分（フータが「100万円貯まった!!」と絶叫し、多数の人々に追われる）が追加された。

## ソノシート
1965年頃にソノレコード株式会社からソノシートが発売されている（定価290円）。
原作のエピソード『おさいなら赤ちゃん（単行本タイトル『おそるべき赤ちゃん』）』をベースにしたドラマ『おさいなら! 赤ちゃんの巻』を収録。主題歌はソノシートのために新規に作られており、後に『黄色い手袋X〜幻の漫画フォノシート主題歌コレクション』で初CD化された。
- 主題歌：『フータくんのうた』（作詞：藤子不二雄、作曲：橋場清、歌：菅谷政子、野村道子）
- キャスト
  - フータくん（菅谷政子）
  - おじさん（吉原正皓）
  - 女の子（野村道子）

## アニメ
パイロット版（カラー）が制作されたが本放送は実現しなかった。パイロット版は一部の地方の放送局でのみ放送された。

### 本制作の頓挫
1966年頃にテレビアニメ化の企画が進行し、パイロットフィルムが日本放送映画によってカラーで制作された。「日本テレビで1967年1月から放送開始」「カラーの15分もの2本を30分間放送」という予定が雑誌でも告知されたが最終的に頓挫し、連続アニメシリーズの制作と放送は実現しなかった。

### 一部地域での放送
それから数年後に中国・四国地方でプロ野球中継の雨傘番組としてこのパイロット版が放送されたという話がある。また、広島で放送されたという話もある。その後の調査で、広島テレビ（当時は日本テレビ系列・フジテレビ系列のクロスネット局）で1972年12月11日の16:30 - 16:45にパイロット版が放送されていたことが当時の中国新聞のテレビ欄より判明した（テレビ欄では題名を『プータくん』と誤表記）。

### フィルムの発見
徳間書店から『TVアニメ25年史』（1988年）が刊行された際、かつて本作の16ミリプリントを保管していたとされるフィルム倉庫を編集部が特定するに至ったが、この際はフィルムそのものは発見できなかった。
それから四半世紀以上を経た2022年4月、親会社の国映から半世紀ぶりにフィルムが発掘された。